# Aéroport de Hudson’s Hope
L'aéroport de Hudson’s Hope est un aéroport situé en Colombie-Britannique, au Canada.